# Simone Strobel
Simone Strobel (* 20. September 1979; † vermutlich 11.–17. Februar 2005 in Lismore, Australien) war eine deutsche Erzieherin aus dem Landkreis Würzburg, die in Australien Opfer eines bisher noch nicht gänzlich geklärten Tötungsdelikts wurde.

## Tötungsdelikt 2005
Die damals 25 Jahre alte Strobel war seit August 2004 mit ihrem Freund Tobias Suckfuell (der später seinen Nachnamen in Moran ändern ließ) als Rucksacktouristin im australischen New South Wales unterwegs. Am Australia Day im Januar 2005 kamen Suckfuells Schwester Kathrin sowie deren Freund Jens Martin hinzu, um sich dem Paar für einen Monat anzuschließen. Alle vier checkten am 11. Februar 2005 in Lismore im Lismore Tourist Caravan Park, einem Campingplatz mit Mobilheimanlage, ein.
In der Nacht vom 11. zum 12. Februar 2005 verschwand Strobel vom Campingplatz und wurde durch einen Hundeführer der australischen Polizei am 17. Februar 2005 unweit ihres Fahrzeuges auf dem Gelände des Lismore Continental Club auf einer Bocciabahn unter Palmwedeln tot aufgefunden. Forensische Untersuchungen ergaben, dass sie Opfer eines Verbrechens geworden und höchstwahrscheinlich mit einem Kissen erstickt worden war. Ein Fallanalytiker der australischen Polizei ging davon aus, dass an dem Verbrechen mehr als eine Person beteiligt war.
Der Hauptverdächtige der australischen Polizei ist Strobels damaliger Freund. Zeugen gaben an, dass sie in der Nacht des Verschwindens einen Streit auf dem Campingplatz gehört hätten, und Strobel selbst schrieb in ihrem Tagebuch von heftigen Auseinandersetzungen mit Suckfuell. Weitere Tatverdächtige sind auch die beiden mitreisenden Deutschen. Nachdem Strobels ehemaliger Partner sowie die beiden Mitreisenden gegenüber der australischen Polizei zuerst falsche Angaben darüber gemacht hatten, was vor Strobels Tod passiert war, schweigen sie bis heute zu den Vorwürfen.
In Lismore erinnert ein Gedenkstein mit einem von ihr geschätzten Zitat an Simone Strobel.

## Neue Ermittlungen ab 2014
Das bayerische Landeskriminalamt setzte 2014 insgesamt 10.000 Euro Belohnung für Hinweise zum Tod von Strobel aus. Die australische Polizei hat darüber hinaus am 15. Oktober 2020 eine Million australische Dollar (circa 600.000 Euro) als Belohnung ausgesetzt. Die Belohnungen stehen im Erfolgsfall deutschen sowie australischen Staatsbürgern zu.
Die australische Autorin Virginia Peters veröffentlichte 2014 das auf Tatsachen beruhende Buch Have You Seen Simone? The Story of an Unsolved Murder. Strobels ehemaliger Freund erhob daraufhin Klage wegen Verleumdung gegen die Autorin. Die Klage scheiterte 2017 vor dem Obersten Gerichtshof Australiens. Der Richter entschied in dem Verfahren, dass begründeter Verdacht besteht, dass Suckfuell der Mörder Strobels ist.
Am 15. Juli 2017 wurde der Mord an Strobel in Folge 55 des Casefile True Crime Podcast vorgestellt. Die Folge wurde später entfernt und bleibt aus rechtlichen Gründen nicht verfügbar. Die allgemeinen Details des Podcasts selbst sind weiterhin öffentlich zugänglich.
Im November 2020 gab es neue Hinweise, nach denen eine durch die australische Polizei als verdächtig eingestufte Person als Zeugin klassifiziert wurde. Die australischen Beamten arbeiteten bei ihren Ermittlungen mit der Kriminalpolizei in Würzburg zusammen. Das Justizministerium von New South Wales kündigte Ende 2020 eine neue öffentliche Anhörung ab dem 15. Februar 2021 in Lismore an, in der neue Beweise präsentiert werden sollten. Die Anhörung wurde vom Gericht einige Tage vorher „auf einen bisher unbekannten Zeitpunkt verschoben“.
Der Podcast Mordsgespräche der Main-Post beschäftigte sich in Folge 12 im Dezember 2021 mit Strobels Ermordung. Zu Gast war der Kriminalreporter Manfred Schweidler, der den Fall über 17 Jahre begleitete.
Im Juli 2022 nahm die Polizei in Western Australia im Zuge der Ermittlungen Strobels damaligen Freund fest. Er wurde in Perth in Untersuchungshaft genommen; über eine Überstellung an ein Gericht in Sydney wurde berichtet.
Im Juni 2023 wurde eine Anklage wegen Mordes und Behinderung der Justiz gegen Strobels Ex-Freund wieder fallen gelassen.